# Slovenské Pravno
Slovenské Pravno este o comună slovacă, aflată în districtul Turčianske Teplice din regiunea Žilina, pe malul râului Q12763539⁠(d). Localitatea se află la altitudinea de 494 m deasupra n.m., se întinde pe o suprafață de 17,16 km2 și în 2017 număra 939 de locuitori. Se învecinează cu Brieštie și Rudno.

## Istoric
Localitatea Slovenské Pravno este atestată documentar din 1113.

## Demografie
| An:                | 1994 | 2004   | 2014   | 2024   |
| ------------------ | ---- | ------ | ------ | ------ |
| Număr de persoane: | 957  | 952    | 940    | 878    |
| Diferență:         |      | −0,52% | −1,26% | −6,59% |

| An:                | 2023 | 2024   |
| ------------------ | ---- | ------ |
| Număr de persoane: | 887  | 878    |
| Diferență:         |      | −1,01% |